# Sovrani di Bosnia
I sovrani di Bosnia furono i regnanti della Bosnia, prima come Banato di Bosnia (1137-1377), e successivamente come Regno di Bosnia (1377-1463).
Nel 1463 il Regno di Bosnia fu conquistato dall'Impero ottomano che lo incluse nell'Eyalet di Rumelia.

## Banato di Bosnia (1137-1377)
|                        | Inizio del regno | Termine del regno | Casata    |
| ---------------------- | ---------------- | ----------------- | --------- |
| Ladislao II d'Ungheria | 1137             | 1154              | Arpadi    |
| Borić                  | 1154             | 1163              | Boričević |

Dal 1166 al 1180 il Banato di Bosnia fu occupato dall'Impero bizantino, finché l'imperatore Manuele I Comneno non nominò un nuovo bano di Bosnia.
|                 | Inizio del regno | Termine del regno | Casata     |
| --------------- | ---------------- | ----------------- | ---------- |
| Kulin           | 1180             | 1204              | Kulinić    |
| Stefano Kulinić | 1204             | 1232              | Kulinić    |
| Matteo Ninoslav | 1232             | 1253              | Kulinić    |
| Prijezda I      | 1254             | 1287              | Kotromanić |
| Prijezda II     | 1287             | 1290              | Kotromanić |
| Stefano I       | 1287             | 1314              | Kotromanić |
| Stefano II      | 1314             | 1353              | Kotromanić |
| Tvrtko I        | 1353             | 1377              | Kotromanić |

## Regno di Bosnia (1377-1463)
|                   | Inizio del regno | Termine del regno | Casata     |
| ----------------- | ---------------- | ----------------- | ---------- |
| Tvrtko I          | 26 ottobre 1377  | 10 marzo 1391     | Kotromanić |
| Dabiša di Bosnia  | 10 marzo 1391    | 8 settembre 1395  | Kotromanić |
| Elena Gruba       | 8 settembre 1395 | 1398              | Nikolić    |
| Ostoja            | 1398             | 1404              | Kotromanić |
| Tvrtko II         | 1404             | 1409              | Kotromanić |
| Ostoja            | 1409             | 1418              | Kotromanić |
| Stefano Ostojić   | 1418             | 1421              | Kotromanić |
| Tvrtko II         | 1421             | novembre 1443     | Kotromanić |
| Tommaso di Bosnia | 1443             | 10 luglio 1461    | Kotromanić |
| Stefano Tomašević | 10 luglio 1461   | 5 giugno 1463     | Kotromanić |